# Vetle Vinje
Vetle Vinje   (Oslo, 14 de març de 1962) és un remer noruec, ja retirat, que va competir durant la dècada de 1980. És fill de Finn-Erik Vinje.
El 1984 va prendre part en els Jocs Olímpics d'Estiu de Los Angeles, on fou vuitè en la competició del quàdruple scull del programa de rem. Quatre anys més tard, als Jocs de Seül, va guanyar la medalla de plata en la mateixa competició. Formà equip amb Alf Hansen, Rolf Thorsen i Lars Bjønness.
En el seu palmarès també destaca una medalla de plata al Campionat del Món de rem de 1987.
És doctor en geofísica per la Universitat d'Oslo des del 1999, i ha estat investigador al NORSAR.